# Eyâlet Bosnien

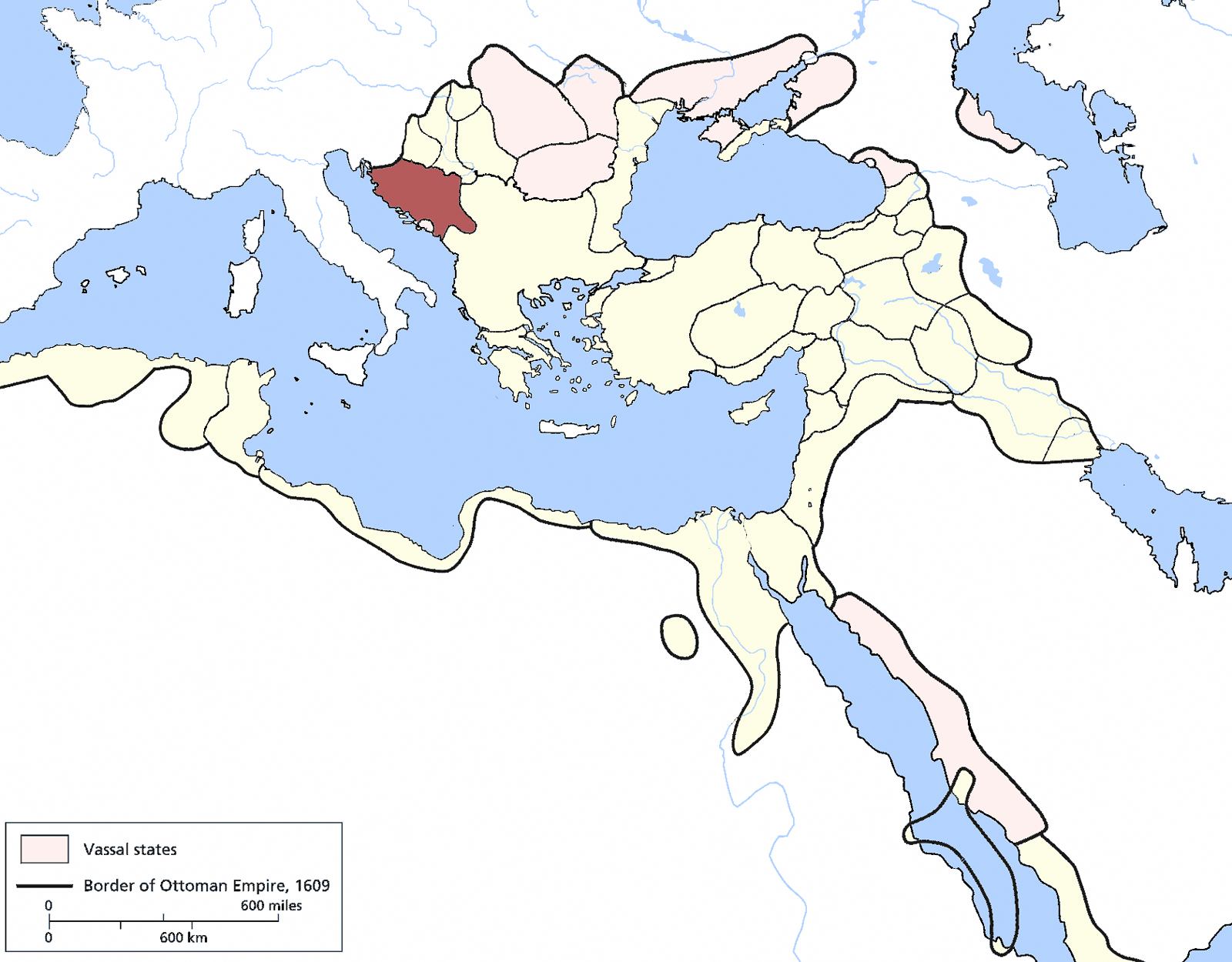
Ejalet Bosnien 1609

Das Eyâlet Bosnien (osm. Eyalet-i Bosna; auch: Beglerbegilik Bosnien oder Paschalik Bosnien, bosnisch Bosanski pašaluk) war von 1580 bis 1865 eine unmittelbare Provinz (Eyâlet) des Osmanischen Reiches.

## Geschichte

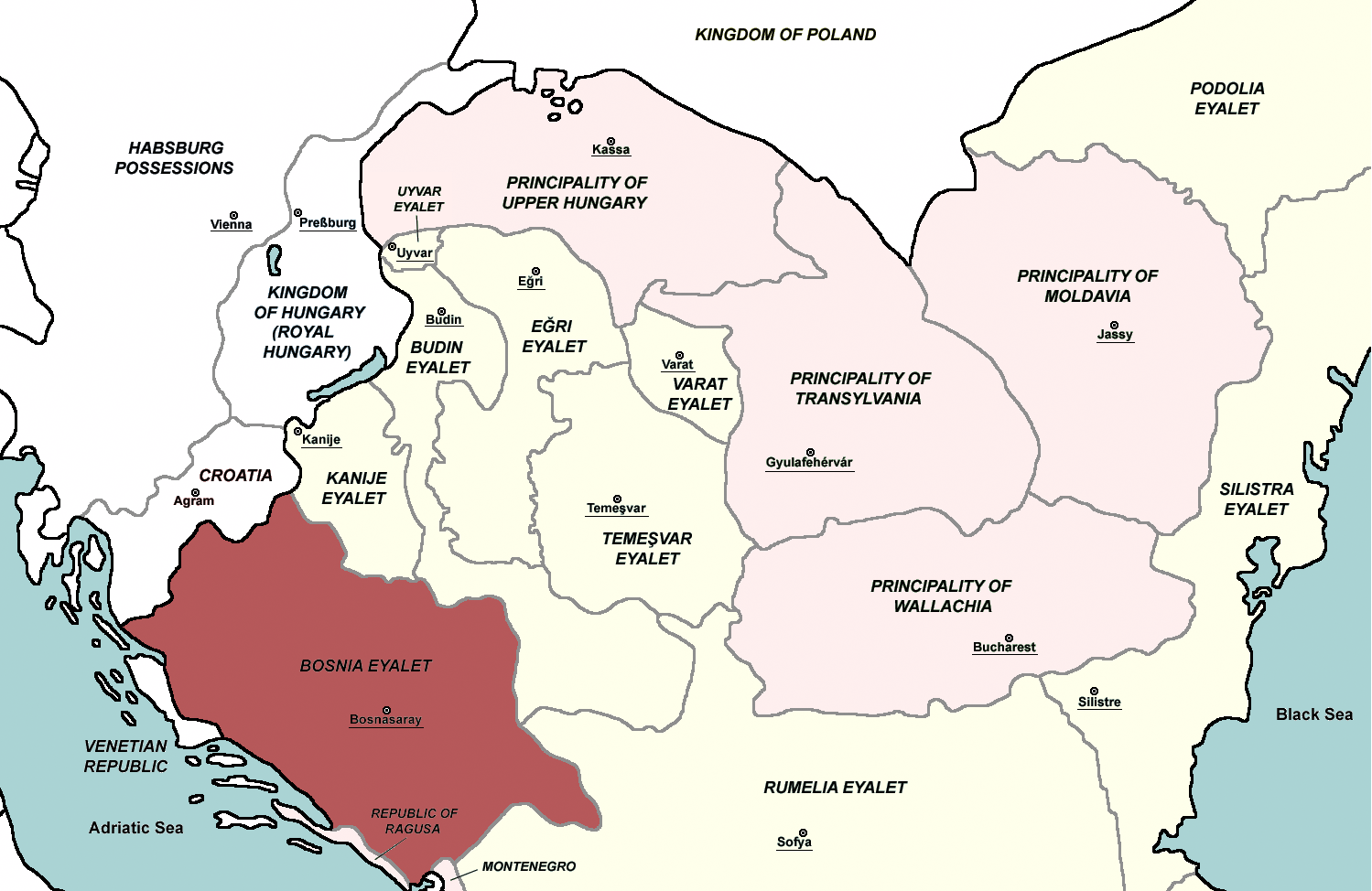
Nachbarländer Bosniens 1683

Das Eyâlet Bosnien ging 1580 aus dem Zusammenschluss kleinerer Provinzen hervor, die während der osmanischen Eroberung und Befriedung Bosniens seit 1463 gebildet wurden. Durch die Türkenkriege verringerte sich die Fläche der Provinz ab dem Ende des 17. Jahrhunderts zunehmend. Den größten Verlust musste das Eyâlet mit dem Vertrag von Karlowitz hinnehmen. Im Zuge der Tanzimat-Reformen wurden 1864 die Vilâyetgesetze erlassen, die die Umformung aller osmanischen Eyâlet in Vilâyets vorsahen. Mit einem Ferman des Sultans vom 13. Mai 1865 wurde das Eyâlet zum Vilâyet Bosnien umgebildet.

## Verwaltungsgliederung
Die Verwaltungsgliederung des Eyâlets änderte sich häufig. Um das Jahr 1606 war das Eyâlet in folgende sieben Sandschaks untergliedert:
- Sandschak Bosnien (Bosanski Sandžak)
- Sandschak Herzegowina (Hercegovački Sandžak)
- Sandschak Klis (Kliški Sandžak)
- Sandschak Cernik (Cernički Sandžak)
- Sandschak Lika (Lički Sandžak)
- Sandschak Zvornik (Zvornički Sandžak)
- Sandschak Bihać (Bihaćki Sandžak)

In der Mitte des 17. Jahrhunderts, zur Zeit seiner größten Ausdehnung, umfasste das bosnische Eyâlet das heutige Bosnien und Herzegowina und Gebiete darüber hinaus. Es war in acht Sandschaks untergliedert:
- Sandschak Požega
- Sandschak Bosnien
- Sandschak Bihać
- Sandschak Krka-Lika
- Sandschak Klis
- Sandschak Herzegowina
- Sandschak Zvornik
- Sandschak Cernik

Als die Türkenkriege sich in Europa fortsetzten, nahm die Fläche der Provinz noch im gleichen Jahrhundert ab. Nach dem Vertrag von Karlowitz war die Provinz nur noch in vier Sandschaks (von denen drei an Größe verloren hatten) unterteilt. Von 1833 bis 1851 war der Sandschak Herzegowina aus dem Eyâlet ausgegliedert worden.

## Hauptstädte
Wegen Unruhen mussten die Gouverneure ihren Sitz immer wieder von Sarajevo nach Travnik verlegen.
- 1580–1638: Banja Luka
- 1638–1699: Sarajevo
- 1699–1827: Travnik
- 1827–1828: Sarajevo
- 1828–1832: Travnik
- 1832–1839: Sarajevo
- 1839–1850: Travnik
- 1850–1864: Sarajevo